# Just Jean Étienne Roy
Just Jean Étienne Roy, né à Beaumotte-lès-Pin (Haute-Saône) le 14 octobre 1794 et mort à Paris (7e arrondissement) le 22 juin 1871, est un écrivain français.

## Biographie
Il écrivit, sous de nombreux pseudonymes, environ 200 ouvrages, principalement pour des maisons d'éditions religieuses (Mame à Tours, mais aussi Ardant à Limoges et Lefort à Lille).
Secrétaire du consul de France à Rio de Janeiro, il réside au Brésil de 1835 à 1845.

## Pseudonymes
- Marie-Ange de B***
- Marie-Ange de T***
- Étienne Gervais
- Just Girard
- Frédéric Koenig
- Théophile Ménard
- Stéphanie Ory
- Fr. Joubert
- Félix Joubert
- Armand de B***

## Œuvres
- Le Chancelier d'Aguesseau, par J.-J.-E. Roy, Lille, L. Lefort, 1862
- Histoire de Fénelon, J.-J.-E. Roy, Tours, A. Mame, 1838
- Histoire de Bossuet, évêque de Meaux, par J.-J.-E. Roy, d'après M. le cardinal de Beausset, Tours, A. Mame, 1838
- Histoire de la chevalerie, par J. J. E. Roy, Tours, Mame & Cie, 1839
- Ferréol, ou les Passions vaincues par la religion, par Théophile Ménard, Tours, Mame, 1841
- Histoire de Jeanne d'Arc, dite la Pucelle d'Orléans, par J.-J.-E. Roy, Tours, Ad Mame & Cie, 1842
- Histoire de Louis XI, Roy Just-Jean-Etienne, Tours, A. Mame, 1842
- Histoire de Vauban par l'auteur de l'Histoire de Louis XIV, Just Jean Étienne Roy, Lille, L. Lefort, 1844
- Illustrations de l'histoire d'Algérie, par M. Roy, Paris, M. Ardant frères, 1844
- Histoire des templiers, par J.-J.-E. Roy. Tours, A. Mame. 1845
- La famille Dorival ou l'influence du bon exemple, par Théophile Ménard, Tours, A. Mame, 1848
- La France au XIIe siècle, pendant les règnes de Louis-le-Gros et Louis-le-Jeune, par J.-J.-E. Roy, Tours, A. Mame, 1850
- Histoire de Charles V, surnommé le Sage, roi de France, par J.-J.-E. Roy, Tours, A. Mame, 1850
- Histoire d'Espagne depuis les temps les plus reculés jusqu'à nos jours, par l'auteur de l'histoire de Russie J.-J.-E. Roy. Lille, L. Lefort, Imprimerie, Libr., 1852
- Le baron des Adrets : épisode du commencement des guerres de religion du XVIe siècle : par Théophile Ménard, Tours, A. Mame et fils, 1866 (lire en ligne)
- Les Français en Espagne; souvenirs des Guerres de la Péninsule, 1808-1814
- L'empire du Brésil, souvenirs de voyage, 1868
- Aïssé ou la jeune Circassienne, par Marie-Ange de T***, Tours, A. Mame, 1870
- Albertine et Suzanne, ou Naissance, beauté, fortune ne font pas le bonheur, par Marie-Ange de T***, Tours, A. Mame, 1878
- Mes voyages avec le docteur Philips dans les Républiques de La Plata (Buenos-Ayres, Montevideo, le Banda-Oriental, etc.), par Armand de B***, Tours, Mame, 1880
- Bougainville (Alfred Mame et fils, éditeurs)
- Histoire abrégée des missions catholiques[3]
- Histoire de Anne de Betagne Reine de France Editeurs A. Mame et fils Tours 1864

1. ↑  Cécile Boulaire, « Just Jean Étienne Roy : un modèle de polygraphe voué à Mame », in Cécile Boulaire (dir.), Mame. Deux siècles d’édition pour la jeunesse, Presses universitaires de Rennes, Presses universitaires François Rabelais, pp.393-402, 2012, Histoire, 978-2-7535-1858-2
2. ↑  Numa Broc, Dictionnaire des Explorateurs français du XIXe siècle, T.3, Amérique, CTHS, 1999, p. 288
3. ↑  « Histoire abrégée des missions catholiques - Roy », sur www.peuterey-editions.com (consulté le 4 janvier 2019)